# Bletia greenmaniana
Bletia greenmaniana är en orkidéart som beskrevs av Louis Otho Otto Williams. Bletia greenmaniana ingår i släktet Bletia och familjen orkidéer. Inga underarter finns listade i Catalogue of Life.